# اختبار نفسي عصبي
الاختبارات أو الفحوصات النفسية العصبية هي مهامٌ مصممةٌ خصيصًا تُستخدم لقياس وظيفةٍ نفسية تُعرف بارتباطها ببنيةٍ دماغية أو مسارٍ مُعين. تستخدم الاختبارات للبحث في وظائف الدماغ وفي بيئةٍ سريرية لتشخيص العجز. عادةً ما تنطوي على الإدارة المنهجية لإجراءاتٍ محددةٍ بوضوح في بيئةٍ رسمية، وتُجرى الاختبارات النفسية العصبية عادةً لشخصٍ واحدٍ يعمل مع شخصٍ يفحصه في بيئةٍ مكتبيةٍ هادئةٍ وخاليةٍ من التشتيت. لذلك يمكن القول أنَّ الاختبارات النفسية العصبية تقدم أحيانًا تقديرًا لمستوى الذروة للأداء المعرفي للشخص. تُعد الاختبارات النفسية العصبية عنصرًا أساسيًا في عملية إجراء التقييم النفسي العصبي، بالإضافة إلى العوامل الشخصية وبين الأشخاص والسياقية.
تعتمدُ معظم الاختبارات النفسية العصبية المُستخدمة حاليًا على نظرية القياس النفسي التقليدية. حيث تُجرى مقارنة الدرجة الأولية للشخص في الاختبار بعينةٍ معياريةٍ عامة لشريحة كبيرةٍ من السكان، والتي يجب أن تستخلص من مجموعةٍ سكانية مماثلةٍ للشخص قيد الفحص. تقدم الدراسات المعيارية بشكل متكرر بياناتٍ مصنفة حسب العمر ومستوى التعليم و/أو العرق، حيث أثبتت الأبحاث أنَّ هذه العوامل تؤثر على الأداء في اختبارٍ معين. وهذا يسمح بمقارنة أداء الشخص بمجموعة معيارية مُناسبة، وبالتالي توفير تقييم عادل لقدرته المعرفية الحالية.
وفقًا للاري سيدمان، يُمكن تقسيم تحليل مجموعة واسعة من الاختبارات النفسية العصبية إلى أربع فئات، الأول هي تحليل الأداء العام أو مدى أداء الأشخاص من الاختبار إلى الاختبار بالإضافة إلى كيفية أدائهم مقارنةً بمتوسط الدرجة، الثاني هو المقارنات بين اليسار واليمين: مدى أداء الشخص في مهام محددةٍ تتعامل مع الجانب الأيسر والأيمن من الجسم. ثالثًا، العلامات المرضية أو نتائج اختبار محددة تتعلق مباشرة باضطرابٍ واضحٍ محدد. والفئة الأخيرة هي أنماطٌ تفاضلية، وهي درجات اختبار غريبة نموذجية لأمراضٍ معينة أو أنواع من الضرر.

## الفئات
تتضمن معظم أشكال الإدراك (المعرفة) العديد من الوظائف المعرفية التي تعمل معًا في انسجام، ومع ذلك يمكن تنظيم الاختبارات في فئاتٍ واسعة بناءً على الوظيفة المعرفية التي تقيمها في الغالب. تظهر بعض الاختبارات تحت عناوين متعددة حيث يمكن استخدام إصداراتٍ وجوانب مختلفة من الاختبارات لتقييم الوظائف المختلفة.

### الذكاء
- مقياس وكسلر لذكاء البالغين
- مقياس وكسلر لذكاء الأطفال
- مقياس وكسلر الأولي وما قبل المدرسي للذكاء

### الذاكرة
- اختبار الاحتفاظ البصري بنتون
- اختبار كاليفورنيا للتعلم اللفظي
- اختبار كامبريدج للذاكرة المرتقبة (CAMPROMPT)
- موازين تقييم الذاكرة (MAS)
- اختبار التعلم السمعي اللفظي
- اختبار الذاكرة والتعلم (تومال)
- نظام تحديد السمات العقلية

### اللغة
- فحص بوسطن للتشخيص الحبسة
- اختبار تسمية بوسطن
- اختبار الحبسة الشامل (CAT)
- فحص الحبسة متعدد اللغات

### وظيفة تنفيذية
- مهمة ستروب
- اختبار ربط النقط

### إبصاري مكاني
- اختبار الساعة

### خاص بالخرف
- مقياس تقييم مرض آلزهايمر - النطاق الفرعي المعرفي (ADAS-Cog)
- تصنيف الخرف السريري
- مقياس تصنيف الخرف

### مجموعات تقييم الوظائف النفسية العصبية المتعددة
- اختبار برشلونة العصبي (BNT)
- اختبار مجموعة كامبريدج العصبية النفسية (CANTAB)
- أداة فحص التقييم المعرفي (CASI)
- ماسح الوظائف المعرفية (CFS)
- نظام تقييم دين وودكوك علم النفس العصبي (DWNAS)
- تقييم الممارس العام للمعرفة (GPCOG)
- اختبار التنظيم البصري
- مجموعة لوريا-نبراسكا العصبية النفسية
- اختبار فلوشتاين

## فوائد الاختبار النفسي العصبي
يعد توفير تشخيصٍ دقيقٍ للاضطراب في المريض أهم عاملٍ للاختبارات النفسية العصبية، حيثُ تكون ماهية الاضطراب غير واضحةٍ للطبيب النفسي. وبالتالي يُساعد في استعمال علاجٍ دقيقٍ في وقت لاحق من العملية؛ لأن العلاج يُنفذ عند وجود أعراض دقيقة للاضطراب، مع العلم بكيفية تفاعل المريض مع العلاجات المختلفة. يسمح التقييم لطبيب النفسي والمريض بفهم شدة العجز والسماح بتحسين اتخاذ القرار من قبل الطرفين. كما أنه مفيدٌ في فهم الأمراض التي تؤدي لتدهور حالة الشخص، لأنه يُمكن تقييم المريض عدة مرات لمعرفة مدى تقدم الاضطراب.